# Lac-aux-Sables
Pour les articles homonymes, voir Lac-aux-Sables (homonymie).
Lac-aux-Sables est une municipalité de paroisse du Québec (Canada) située dans la municipalité régionale de comté de Mékinac, dans le bassin versant de la Batiscanie et dans la région administrative de la Mauricie. 

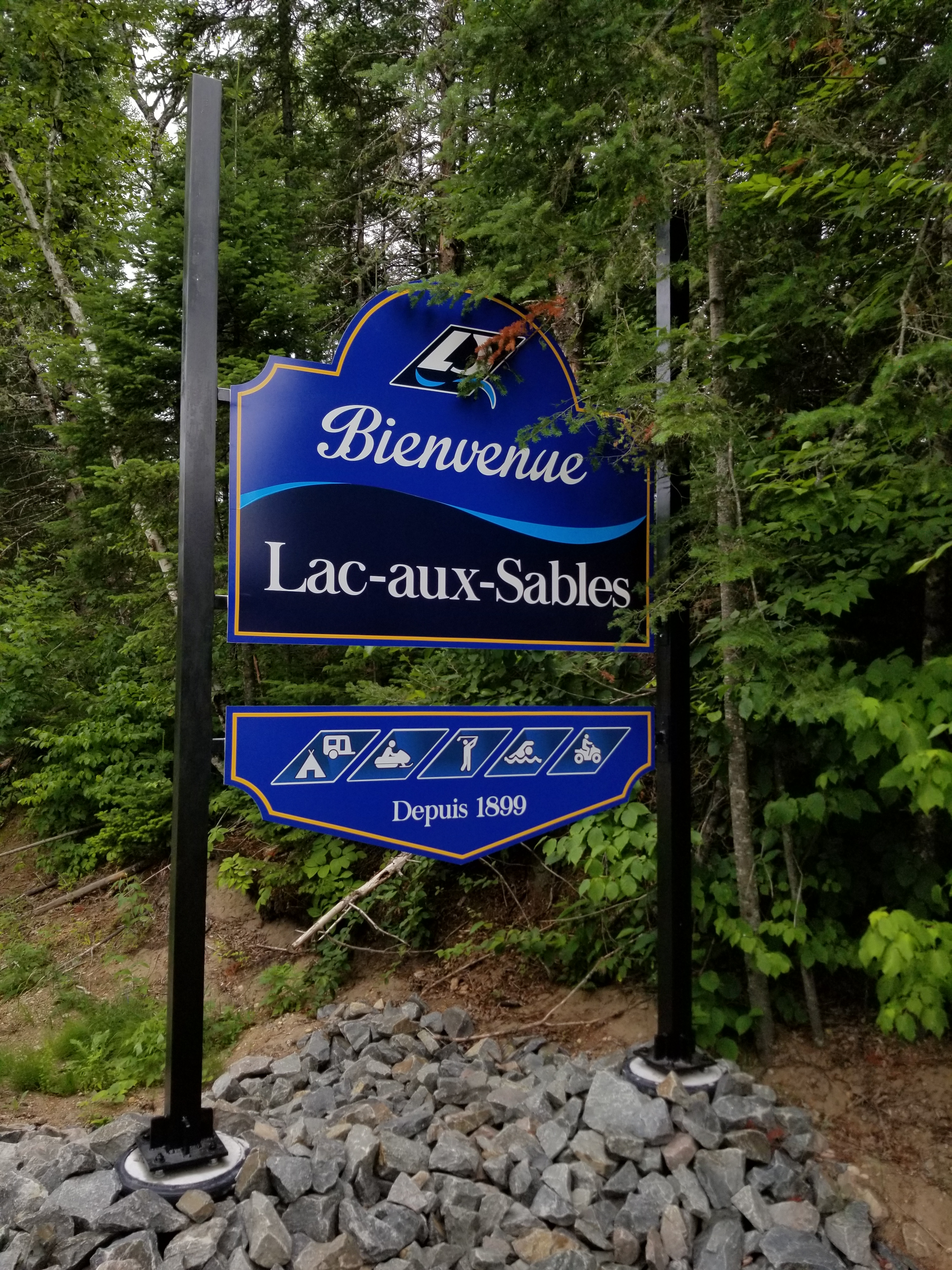
Panneau d'accueil de la municipalité installée à l'entrée Tawachiche (chemin Saint-Alphonse).

## Toponymie
Le toponyme « Lac-aux-Sables » provient du lac aux Sables situé sur son territoire. 

## Histoire
Le territoire du Lac-aux-Sables a commencé à être développé à partir de 1871 alors que débutent les travaux de construction d'une route de Notre-Dame-des-Anges-de-Montauban vers le Lac-aux-Sables, afin d'accommoder les cultivateurs du Canton Chavigny. Le territoire a commencé à être colonisé à partir des années 1880. La paroisse de Saint-Rémi du Lac-aux-Sables a été érigée canoniquement le 21 janvier 1897 et la municipalité du Lac-aux-Sables a été érigée civilement le 24 avril 1899. Son territoire s'est détaché de Notre-Dame-des-Anges-de-Montauban, Saint-Casimir et Saint-Ubalde en 1899. La municipalité a été renommée Lac-aux-Sables en 1983.
Au XXIe siècle, la villégiature et la foresterie sont les principaux secteurs d'activités économiques; l'agriculture constitue une activité économique secondaire. La majorité des travailleurs œuvrent à l'extérieur de la municipalité dans les secteurs forestier, ferroviaire, de la santé et des services sociaux.
Les principaux services à s'implanter au Lac-aux-Sables sont: le bureau de poste en 1892, le service téléphonique en 1908, un réseau d'alimentation électrique depuis 1925, un réseau d'aqueduc depuis 1949, la collecte de déchets domestiques depuis 1967, un service de protection incendie depuis 1967, un plan d'urbanisme et de développement municipal depuis 1982, un système collecteur sanitaire et pluviale et une usine d'épuration des eaux usées depuis 1983 et la récupération des matières résiduelles depuis 1987.
En juillet 2019, une violente tornade frappe la municipalité. De nombreux arbres ont été déracinés, des roulottes du camping ont été endommagées et on pouvait même constater des dégâts en raison des débris dans le lac.

### Chronologie municipale
Avant la création de la municipalité, le territoire était encadré par les municipalités de Notre-Dame-des-Anges, de Saint-Ubalde et de Saint-Casimir.
- 24 avril 1899 (Gazette officielle) - Érection civile de la municipalité du Lac-aux-Sables. Ce territoire appartenait à la seigneurie de Batiscan, ainsi que les cantons de Montauban et de Chavigny. Sur le plan municipal, ce territoire a été détaché des municipalités de Notre-Dame-des-Anges, de Saint-Ubalde et de Saint-Casimir.
- 1899 - Construction de la salle publique.
- 1900 - Formation du premier Conseil municipal. Jean-Baptiste Darveau est nommé maire.
- 1900 - Verbalisation de la route menant au Lac Huron.
- 1906 - Verbalisation du chemin reliant Saint-Rémi et Sainte-Thècle.
- 1910 - Début d'un réseau d'acqueduc privé au village de Saint-Rémi, fabriqué avec des tuyaux de bois.
- 30 juillet 1919 - Démembrement de quelques lots qui seront attribués à la nouvelle municipalité du village de Montauban.
- 1935 - Construction du nouveau couvent, pour remplacer l'ancien.
- 1949 - Nouveau réseau d'acqueduc en fonte, remplaçant le réseau original.
- 1949 - Acquisition d'un terrain de la Fabrique pour y établir un service d'incendie.
- 1er janvier 1973 - Annexions de quelques lots de la municipalité de Notre-Dame-des-Anges et de quelques lots des cantons Chavigny et Marmier.

### Chronologie religieuse de la paroisse Saint-Rémi
• 21 janvier 1897 - Fondation canonique de la paroisse de Saint-Rémi du Lac-aux-Sables décrétée par le diocèse catholique de Québec.
• 1er octobre 1897 - Arrivée du premier curé: Joseph-T. Thibaudeau. Sa cure dure jusqu'en 1900.
• 1897 - Ouverture des registres de baptêmes, mariages et sépultures.
• 1898 - Travaux de construction de l'église et du presbytère.
• 1er janvier 2018 - Création de la nouvelle fabrique de la paroisse Saint-Coeur-de-Marie fusionnant les fabriques de Notre-Dame-des-Anges, Saint-Éloi-les-Mines, Saint-Rémi-du-Lac-aux-Sables, Saint-Léopold d'Hervey-Jonction, Sainte-Thècle et Saint-Adelphe.
L'église de Saint-Rémi, construite tout en bois fait la fierté de ses paroissiens.

### Chronologie religieuse de la desserte Saint-Léopold d'Hervey-Jonction
- Missionnaire Paul Le Jeune. Le lac du Missionnaire situé au Lac-aux-Sables (à la limite de Sainte-Thècle) a été désigné ainsi en reconnaissance à ce missionnaire explorateur qui a fondé Trois-Rivières en 1634 et Montréal en 1642.
- Première chapelle construite dans les années 1930, grâce à l'initiative de quelques paroissiens.
- 3 octobre 1934 - Premier mariage célébré en la chapelle d'Hervey-Jonction, et inscrit au registre de Saint-Rémi du Lac-aux-Sables.
- 27 novembre 1947 - Premier baptême inscrit aux registres de Saint-Léopold d'Hervey-Jonction, soit Danielle Veillette (fille de Zénon Veillette et d'Élianne Toutant).
- Auguste Lagacé a exercé comme vicaire coopérateur de 1947 à 1961, assigné à la déserte de Saint-Léopold qui relève de la paroisse de Saint-Rémi du Lac-aux-Sables.
- 21 mai 1949 - Premier mariage inscrit aux registres de Saint-Léopold d'Hervey-Jonction, soit Gaston Cossette et Gisèle Veillette.
- 25 avril 1953 - Autorisation de l'archevêque Maurice Roy d'établir un cimetière paroissial. Les inhumations débutent en 1953.
- 9 mai 1953 - Première sépulture au cimetière, soit Roméo Marcotte.
- 1965 - À compter de 1965, la desserte d'Hervey-Jonction qui relevait du diocèse catholique de Québec, sera assujettie à la juridiction du Diocèse de Trois-Rivières.
- 1974 - Vente du presbytère afin d'en construire un nouveau, adjacent à la chapelle.

### Chronologie scolaire
- 1891 - Établissement d'un premier arrondissement scolaire par la Commission scolaire de Notre-Dame-des-Anges, pour les contribuables des 2e et 3e rangs du Canton Chavigny.
- 1901 - Création de la Commission scolaire de Saint-Rémi du Lac-aux-Sables. Joseph Sainte-Marie en sera le président de 1901 à 1906; tandis que le curé Jos.-S. Chénard est désigné secrétaire-trésorier de 1901 à 1902.
- 1901 - Arrivée des sœurs "Servantes de Saint-Cœur de Marie" pour l'enseignement.
- 1965 - Création de la Commission scolaire régionale de la Mauricie (CSRM) pour l'enseignement secondaire, tandis que la Commission scolaire de Saint-Rémi du Lac-aux-Sables continue d'encadrer l'enseignement élémentaire.
- 1er juillet 1969 - Création de la Commission scolaire de Normandie pour l'enseignement primaire pour tout le territoire de la zone de Normandie (sauf Sainte-Thècle). La Commission scolaire de Saint-Rémi termine ses activités au 30 juin 1969.
- 1969 : cessation de l'enseignement de niveau secondaire 3 et plus, en juin 1969, à Sainte-Thècle. Dorénavant, cet enseignement est dispensé à la polyvalente Paul Le Jeune à Saint-Tite qui a débuté en septembre 1969, tandis que les élèves de secondaire 1 et 2 continuent de fréquenter l'école Aubin de Sainte-Thècle.
- 1er juillet 1998 : la Commission scolaire de Normandie est dissoute au 30 juin 1998, pour faire place au 1er juillet 1998 à la Commission scolaire de l’Énergie qui a la charge d’administrer l’élémentaire et le secondaire sur le même territoire que l'ex-CSRM (soit de Mont-Carmel, jusqu’à Parent en Abitibi).

## Géographie
La municipalité de la paroisse du Lac-aux-Sables est située à environ 95 kilomètres au nord-ouest de la ville de Québec, dans la partie peuplée de la MRC de Mékinac. La rivière Batiscan coupe le territoire municipal en deux parties. La rive droite de la rivière Batiscan compte deux affluents importants: la rivière Propre et la rivière Tawachiche.
La municipalité compte deux villages : Lac-aux-Sables et Hervey-Jonction.
Le territoire du Lac-aux-Sables est surtout compris dans la Batiscanie, sauf la zone du lac du Missionnaire située à l'ouest, à la limite de Sainte-Thècle qui se déverse dans le sous-bassin de la rivière Mékinac, et sauf une autre zone à la limite de Saint-Ubalde à l'Est qui se déverse dans la rivière Charest.
En 2004, le territoire non organisé du Lac-Masketsi a été réduit de 90 km2, car une partie de 70 km2 s'est intégré à la municipalité de Trois-Rives et une partie de 20 km2 s'est intégré à Lac-aux-Sables.
Le lac aux Sables se déverse par le sud du lac dans la rivière Propre dont le parcours passe par le lac Huron situé plus à l'ouest. Ce lac comporte trois tributaires dont le plus important est la décharge du lac Brulé. Les deux autres sont les décharges des lacs Veillette et à la roche.

### Secteur Hervey-Jonction

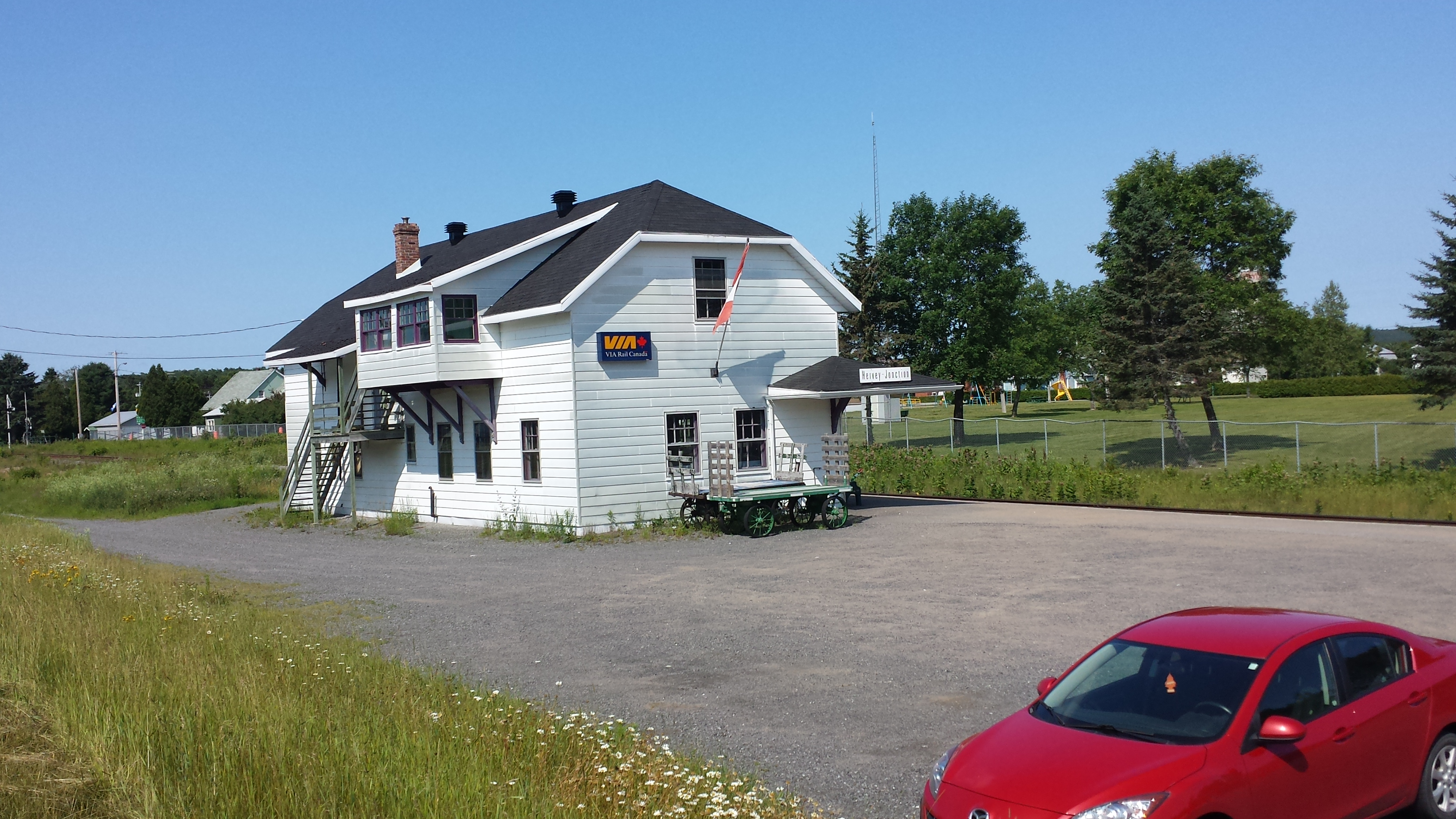
Gare ferroviaire d'Hervey-Jonction (Mauricie, Québec, Canada) sise depuis le 14 septembre 2007 sur le nouveau site face à la chapelle catholique. La 2e gare d'Hervey-Jonction était sise depuis 97 ans sur l'ancien site.

Depuis ses origines, le secteur d'Hervey-Jonction qui compte une population d'environ 300 habitants, est lié à l'histoire du Lac-aux-Sables. Sur le volet religieux, la desserte Saint-Léopold d’Hervey-Jonction permet de desservir la population locale. Sur le plan civil, ce secteur est intégré à la municipalité de la paroisse du Lac-aux-Sables depuis le début.
La seconde Gare de Hervey-Jonction a été construite en 1905 et est alors le point de jonction des trains de Montréal vers la ville de Québec, le Saguenay–Lac-Saint-Jean, le Haut-Saint-Maurice et l'Abitibi. Maintenant, le train s'arrête quelques minutes afin d'effectuer la séparation et l'aiguillage des deux trains voyageurs (l'Abitibi et le Saguenay).
Au nord du village, le secteur d'Hervey-Jonction est un territoire d'aventures parsemé de chalets de villégiature, de rivières, de lacs et de forêts sauvages.

## Démographie
| 1981  | 1986  | 1991  | 1996  | 2001  | 2006  | 2011  | 2016  | 2021  |
| ----- | ----- | ----- | ----- | ----- | ----- | ----- | ----- | ----- |
| 1 454 | 1 411 | 1 428 | 1 441 | 1 313 | 1 312 | 1 373 | 1 292 | 1 380 |

Logements privés occupés par des résidents habituels: 640 (nombre total de logements: 1068)
Langue maternelle:
- Le français comme première langue : 95,8 %
- L'anglais comme première langue : 0,8 %
- L'anglais et le français comme première langue : 0 %
- Autre comme première langue : 3,4 %

## Administration
Les élections municipales se font en bloc pour le maire et les six conseillers.
| Lac-aux-Sables Maires depuis 2005                                                                                    |                     |         |          |
| Élection | Maire               | Qualité | Résultat |
| 2005 | Jacques Vincent     |         | Voir     |
| 2009 | Yvan Hamelin        |         | Voir     |
| 2013 | Jean-Claude Tessier |         | Voir     |
| 2017 | Yvon Bourassa       |         | Voir     |
| 2021 | Yvon Bourassa       | Voir    |          |
| Élection partielle en italique Depuis 2005, les élections sont simultanées dans toutes les municipalités québécoises |                     |         |          |

## Attraits
Les principaux attraits liés directement à la villégiature et au tourisme sont: cinq terrains de camping dont trois comportent de magnifiques plages (lac aux Sables), un important camp de vacances pour étudiants (lac en Cœur) depuis 1946, la Zec Tawachiche, une zone d'exploitation contrôlée pour la chasse et la pêche depuis 1979, un magnifique club de golf (le "Saint-Rémi") depuis 1970, 47 lacs (lac-aux sables, Brûlé, Huron, des Missionnaires, Simon, Veillette...) et trois rivières soit la Batiscan et deux de ses affluents):
- la rivière Tawachiche qui longue de 25 kilomètres, coule entièrement sur le territoire municipal;
- la rivière Propre qui constitue l'exutoire du lac aux Sables, et coule dans le sens sud-ouest pour se déverser dans le lac Huron; puis la rivière Propre reprend son cours à l'embouchure de ce dernier lac pour couler vers le sud-est et se déverser dans la rivière Batiscan.

Près de 500 chalets sont construits autour des divers plans d'eau.